# Zeitnot (bande dessinée)
Cet article concerne la bande dessinée. Pour le terme du jeu d'échecs, voir Zeitnot.
Zeitnot est une bande dessinée, écrite par Ed Tourriol et dessinée par Eckyo. Elle a pour thème principal les échecs. Le titre est tiré du terme échiquéen d'origine allemande Zeitnot qui signifie crise de temps, lorsque les joueurs d'échecs arrivent au bout de leur réserve de temps alors qu'ils ont encore de nombreux coups à jouer. L’histoire raconte comment une jeune fille qui ne s’intéresse qu’à ses études va se retrouver enrôlée de force dans le club d’échecs de son lycée. La série a été abandonnée après un tome paru. 

## Personnages principaux
- Tristana Thibert
- Youri
- Sophie
- Eric

## Partie de maître
La partie mise en scène dans le premier épisode reprend les coups d’une fameuse partie jouée dans une loge d’opéra entre le génie américain Paul Morphy et le duc Charles II de Brunswick qui jouait en consultation avec le comte Isoard de Vauvenargues.